# Richard Mellon Scaife
Richard Mellon Scaife (Pittsburgh, Pensilvania, 3 de julio de 1932 - ibídem, 4 de julio de 2014) fue un empresario multimillonario estadounidense y dueño del Pittsburgh Tribune-Review. Al morir poseía el 7.2% de Newsmax y, con más de 1200 millones de dólares, era el heredero principal de las industrias bancarias de aceite y de aluminio de su familia. 
Scaife era particularmente conocido por su ayuda a las organizaciones humanitarias. Su aporte a la fundación de la que era heredero fue un factor importante en el desarrollo de uno de los institutos de investigación más influyentes del orden público de los Estados Unidos. También ha apoyó a otras organizaciones conservadoras en temas políticos.